# Лозова (притока Айдару)
Лозова, Лугова — річка в Росії та Україні, протікає в Бєлгородській області, та по Російсько-українському кордоні в межах Луганської області. Гирло річки знаходиться в 227 км по правому березі річки Айдар. Довжина річки становить 28 км, площа водозбірного басейну 380 км².
Витік річки знаходиться на території РФ, поблизу села Білий Колодязь, тече у південно східному напрямку. В межах Луганської області довжина річки лише 4 км, яка протікає по Російсько-українському кордоні. Також на річці поблизу села Шатківка розташоване водосховище, по якому також проходить лінія кордону.